# Montenvers
Le Montenvers [mɔ̃tɑ̃vɛʁ] est un point de vue panoramique sur la Mer de Glace situé à 1 913 mètres d'altitude, sur la commune de Chamonix-Mont-Blanc, dans le massif du Mont-Blanc. Avec environ 350 000 visiteurs par an au début des années 2020, il est l'un des sites touristiques les plus fréquentés de la vallée de Chamonix et du massif du Mont-Blanc avec l'aiguille du Midi, le Brévent et le tramway du Mont-Blanc.

## Géographie

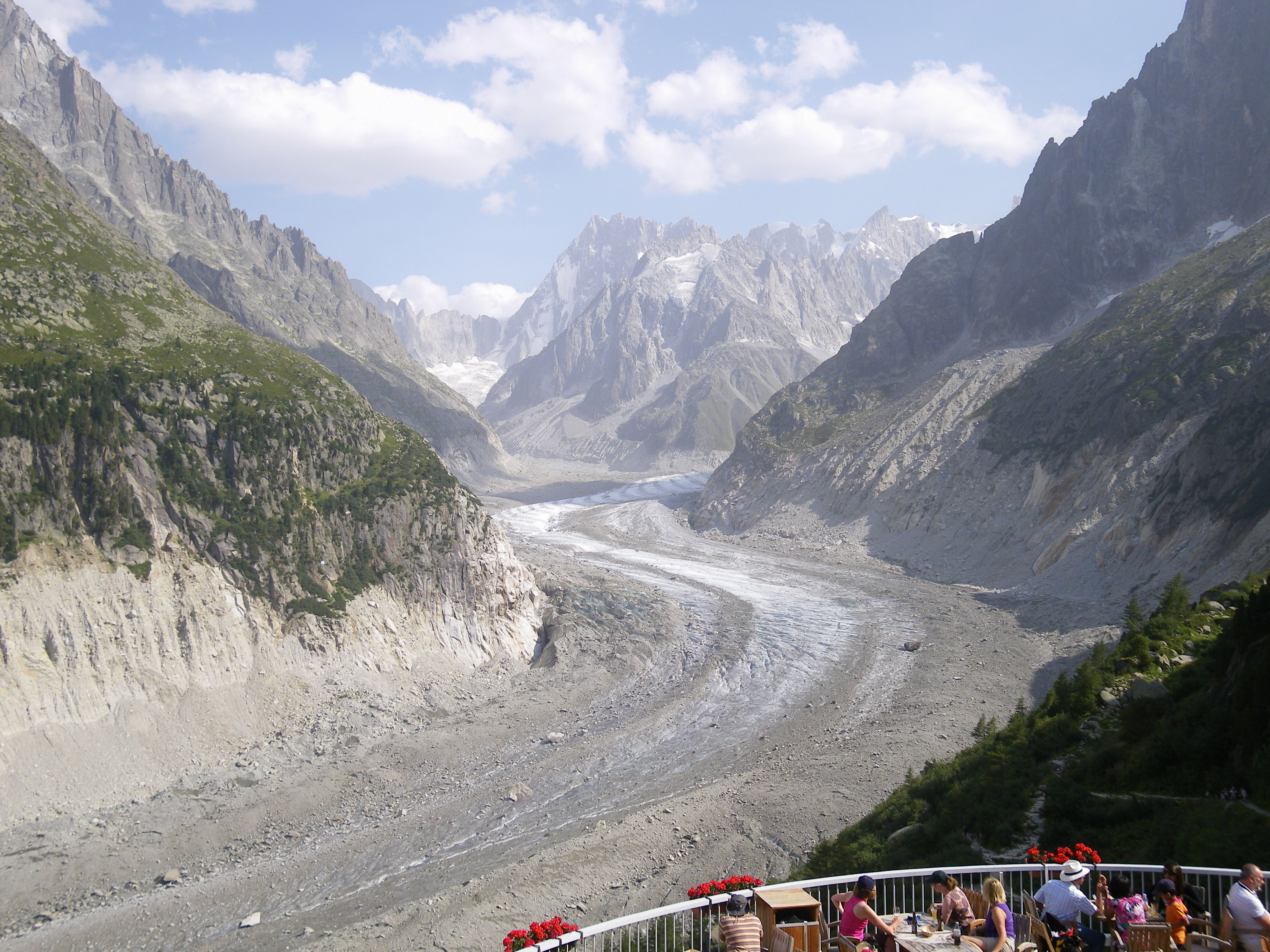
La Mer de Glace et les Grandes Jorasses vues depuis les terrasses du Montenvers.

Le Montenvers est situé dans le sud-est de la France et de la Haute-Savoie, dans la vallée de Chamonix, sur l'ubac des aiguilles de Chamonix, dans le massif du Mont-Blanc, sur la commune de Chamonix-Mont-Blanc. S'élevant à 1 913 mètres d'altitude, il domine la Mer de Glace située immédiatement à ses pieds 200 mètres plus bas et fait face aux Drus et aux Grandes Jorasses qui dépassent les 3 500 mètres d'altitude. Il comporte la gare terminus du chemin de fer du Montenvers, une boutique-restaurant, un hôtel-refuge, la galerie des Cristaux, le Glaciorium, le Temple de la Nature, une aire d'héliportage, la gare de départ de la télécabine pour la grotte de glace de la Mer de Glace et des terrasses d'observation.
Le site est accessible à pied par le chemin du Montenvers, le chemin Sortie Vallée Blanche, le chemin de la Filia et le Grand Balcon Nord, par rail avec le chemin de fer du Montenvers ou encore à ski avec l'itinéraire de la Vallée Blanche.

## Histoire
Le site du Montenvers commence à être connu à partir de 1741 lorsque deux voyageurs britanniques, William Windham et Richard Pococke, s'y rendent et en reviennent émerveillés par « les glacières » et en particulier la Mer de Glace ; cet événement marque le début du tourisme alpin.
Divers bâtiments sont construits afin d'accueillir les visiteurs qui sont de plus en plus nombreux : un refuge sommaire édifié en 1779 par le Britannique Charles Blair, le Temple de la Nature en 1795 dû à Marc-Théodore Bourrit et à la générosité du résident de France à Genève Félix Desportes, un hôtel construit en 1840 par la commune de Chamonix et enfin un nouvel hôtel en 1880, de plus grande capacité et comportant un restaurant ; les deux hôtels ainsi que le Temple de la Nature existent encore aujourd'hui mais seul l'hôtel le plus récent est encore en activité.
En 1820, un chemin muletier est aménagé et permet de transporter la majorité des visiteurs, 12 000 en 1885. Ainsi, officient 380 guides et muletiers, qui emploient 200 mulets. La fréquentation croissante du site permet la construction d'un chemin de fer à crémaillère qui est inauguré en 1909. Le 25 août 1931, le parcours muletier de Chamonix jusqu'au Montenvers est réalisé à moto par Antoine Peugeot sur une moto Peugeot.
Dans la seconde moitié du XXe siècle, les aménagements touristiques se concentrent autour de la gare d'arrivée du train : plateforme d'observations, restaurant, boutique, centre d'interprétation, téléphérique puis télécabine, grotte de glace, etc. Au début des années 2020, une importante restructuration pour redynamiser le site et s'adapter au retrait de la Mer de Glace voit le démantèlement de la télécabine et la construction d'un nouvel appareil sur un site voisin, la reconstruction du restaurant et la construction d'un nouveau musée,.

## Galerie

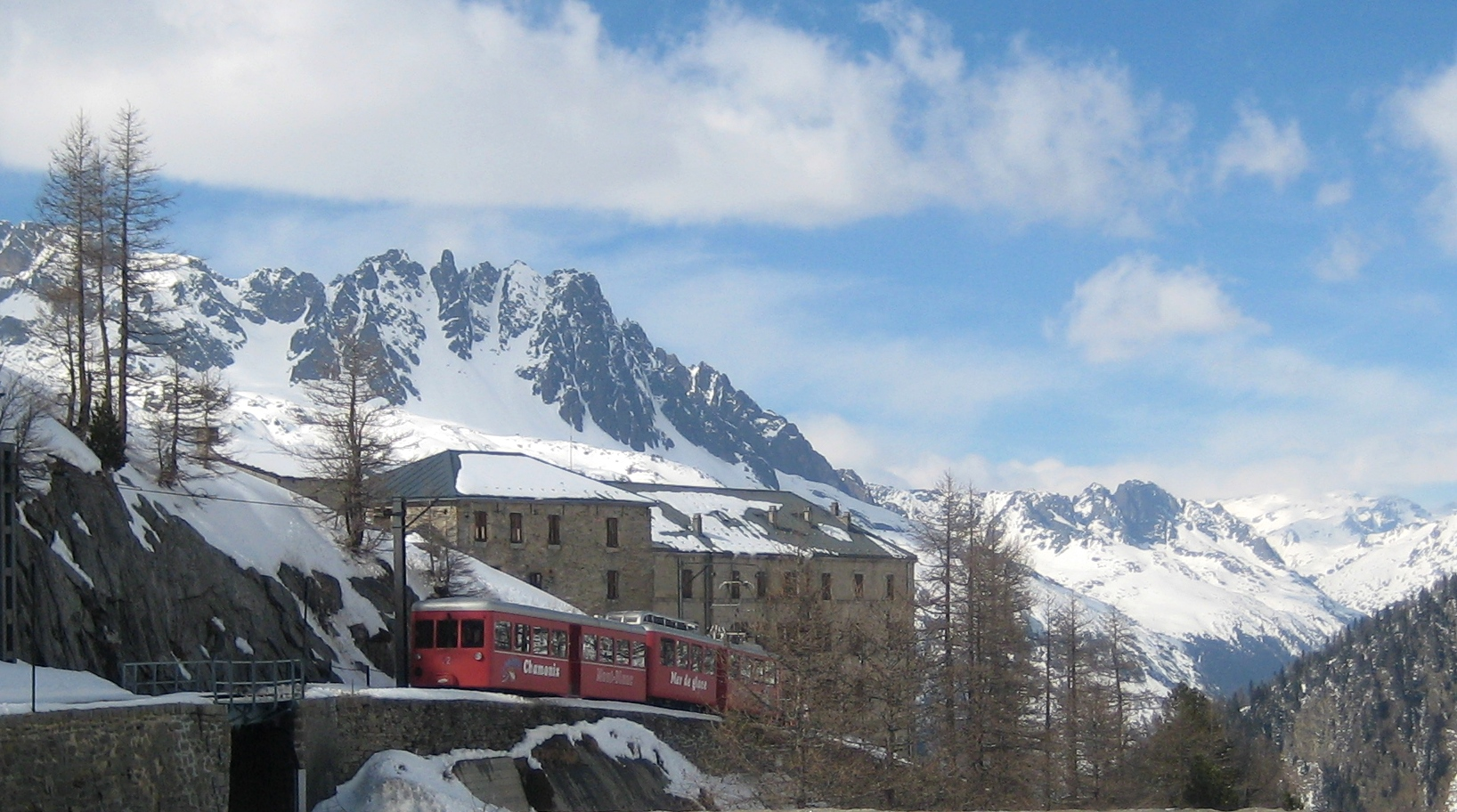
Un train du chemin de fer du Montenvers passant devant l'hôtel et le Grand Hôtel du Montenvers.
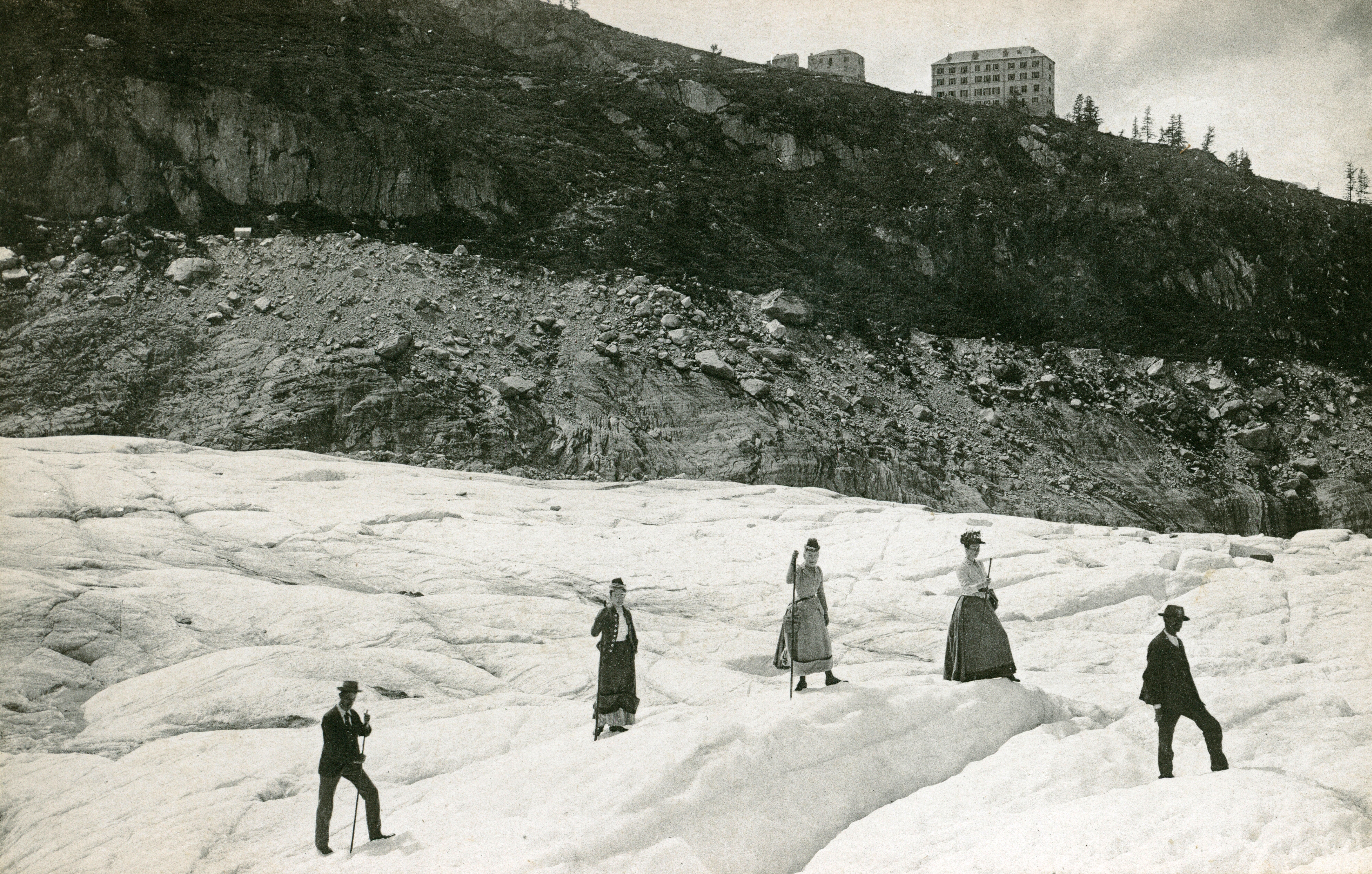
Des touristes en excursion sur la glace vers 1900 avec l'hôtel et le Grand Hôtel du Montenvers sur la montagne.
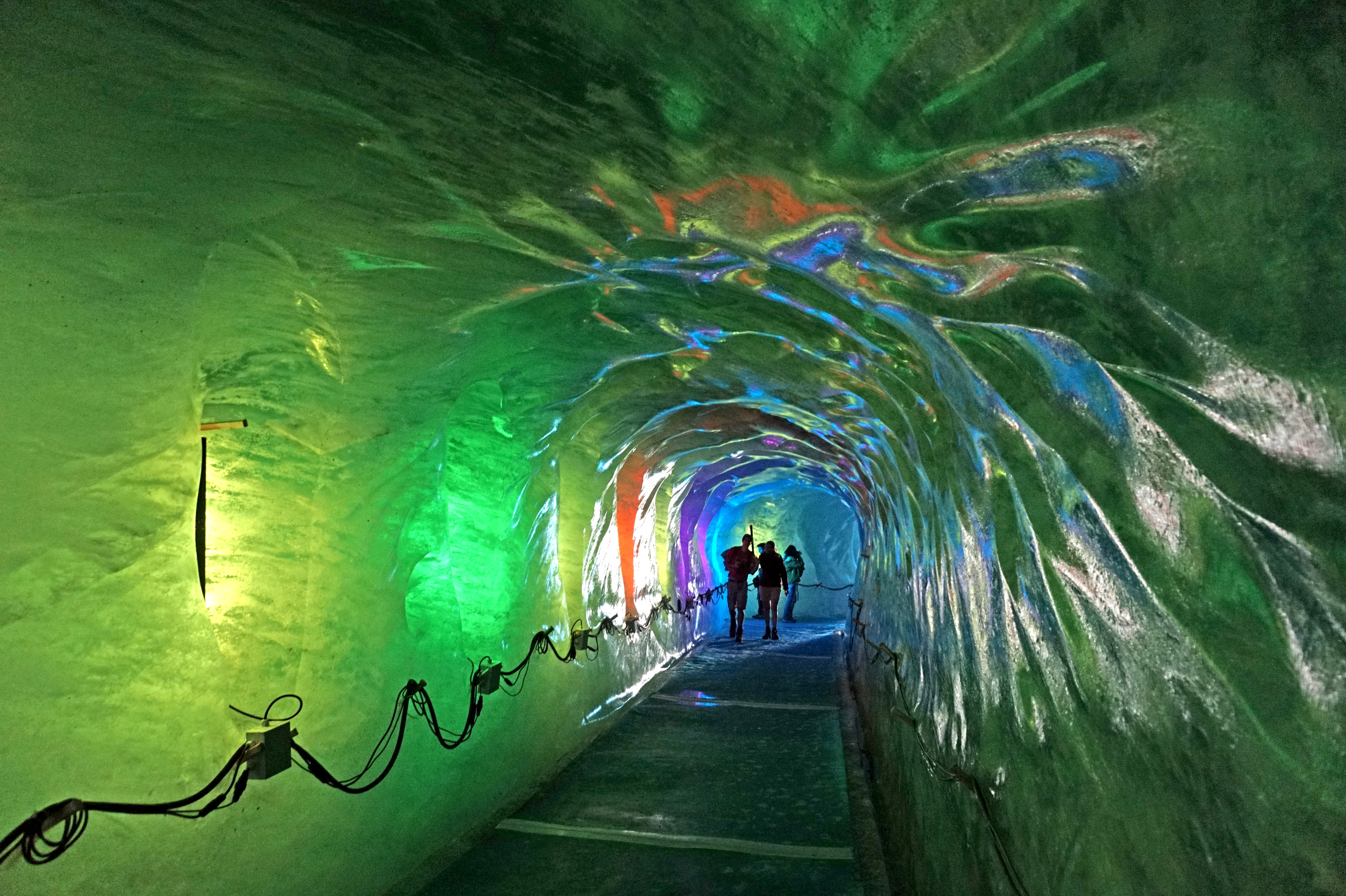
L'intérieur de la grotte de glace de la Mer de Glace en 2015.